# Ałtynżar
Ałtynżar (ros. Алтынжар) – wieś w Rosji, w obwodzie astrachańskim, w rejonie wołodarskim. W 2010 liczyła 998 mieszkańców, głównie Kazachów.